# Cremersia spinicauda
Cremersia spinicauda är en tvåvingeart som beskrevs av Borgmeier 1961. Cremersia spinicauda ingår i släktet Cremersia och familjen puckelflugor. Inga underarter finns listade i Catalogue of Life.